# Aviação privada
Aviação privada é uma espécie do gênero aviação civil com o uso de aeronaves para fins privados, com pilotos não remunerados, muitos pilotos privados são proprietários e arcam com os custos de seus próprios aviões.
Dependendo do país, a aviação privada possui regras diferentes das outras categorias de aviação civil, principalmente acerca da manutenção das aeronaves, e da categoria de brevê do piloto, geralmente, categorias de brevês comerciais permitem voos particulares. O que determina se um voo é particular ou não é o seu propósito, não a aeronave, uma mesma aeronava pode ser usada tanto para voos comerciais quanto para voos particulares.